# مندیر کلان
مندیر کلان (به انگلیسی: Mundair Kalan) یک روستا در پاکستان است که در پنجاب واقع شده‌است.